# Kanton Chelles
Kanton Chelles is een kanton van het Franse departement Seine-et-Marne. Het kanton maakt deel uit van het arrondissement Torcy.Het heeft een oppervlakte van 15,9 km² en telt 54 917 inwoners in 2017, dat is een dichtheid van 3454 inwoners/km².

## Gemeenten
Het kanton Chelles omvatte tot 2014 enkel een deel van de gemeente Chelles.
Sinds de herindeling van de kantons bij decreet van 18 februari 2014, met uitwerking in maart 2015, stemt het kanton overeen met de gehele gemeente Chelles.